# Tolongoina
Tolongoina is een plaats en gemeente in Madagaskar gelegen in het district Ikongo van de regio Vatovavy-Fitovinany. Er woonden bij de volkstelling in 2001 ongeveer 17.000 mensen.
In de plaats is basisonderwijs en voortgezet onderwijs voor jonge kinderen beschikbaar. 85% van de bevolking is landbouwer. Het belangrijkste gewas is bananen en ginger, maar er wordt ook koffie en rijst verbouwd. 15% van de bevolking is werkzaam in de dienstensector.